# Campanula latifolia
La campanula maggiore (nome scientifico Campanula latifolia L., 1753) è una pianta erbacea dai fiori blu a forma di campanella appartenente alla famiglia delle Campanulaceae.

## Etimologia
Il nome generico (campanula) deriva dalla forma a campana del fiore; in particolare il vocabolo deriva dal latino e significa: piccola campana.

Dalle documentazioni risulta che il primo ad usare il nome botanico di “Campanula” sia stato il naturalista belga Rembert Dodoens, vissuto fra il 1517 e il 1585. Tale nome comunque era in uso già da tempo, anche se modificato, in molte lingue europee. Infatti nel francese arcaico queste piante venivano chiamate “Campanelles” (oggi si dicono “Campanules” o “Clochettes”), mentre in tedesco vengono dette “Glockenblumen” e in inglese “Bell-flower” o “Blue-bell”. In italiano vengono chiamare “Campanelle”. Tutte forme queste che derivano ovviamente dalla lingua latina. L'epiteto specifico (latifolia) fa riferimento alle ampie foglie, mentre il nome comune (“maggiore”) fa riferimento alle dimensioni della pianta.
Il binomio scientifico della pianta di questa voce è stato proposto da Carl von Linné (1707 – 1778) biologo e scrittore svedese, considerato il padre della moderna classificazione scientifica degli organismi viventi, nella pubblicazione Species Plantarum - 1: 165. 1753 del 1753.

## Descrizione

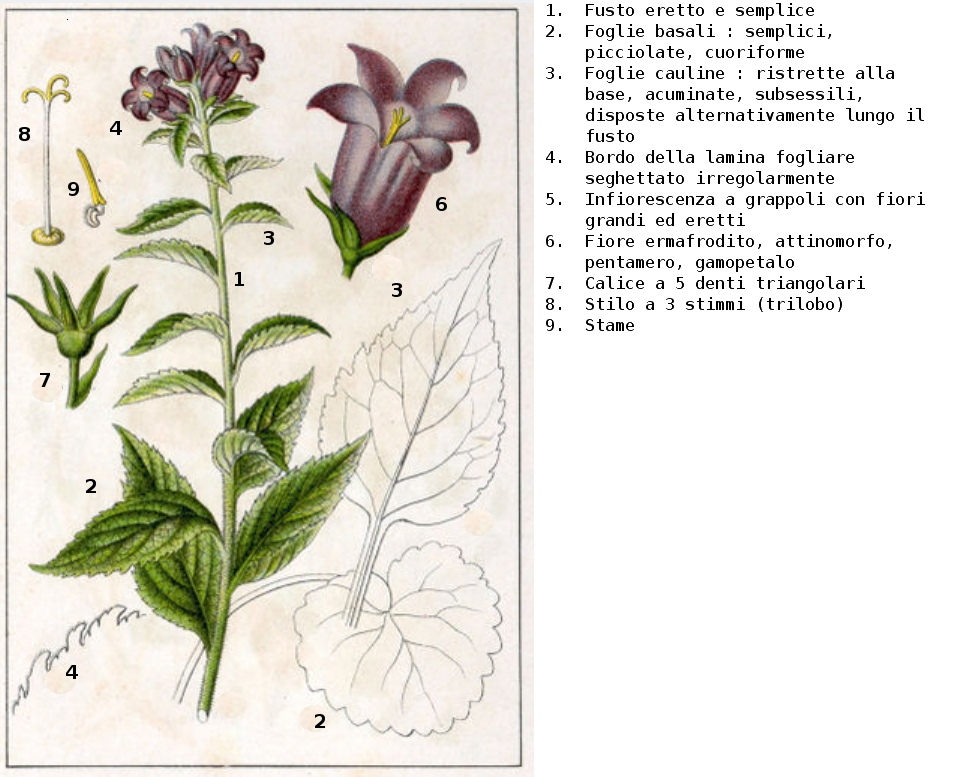
Descrizione delle parti della pianta

Queste piante possono arrivare fino ad una altezza di 1,5 m (normalmente sono alte da 50 a 120 cm). La forma biologica è emicriptofita scaposa (H scap), ossia in generale sono piante erbacee, a ciclo biologico perenne, con gemme svernanti al livello del suolo e protette dalla lettiera o dalla neve e sono dotate di un asse fiorale eretto e spesso privo di foglie. Contengono lattice lattescente e accumulano inulina..

### Fusto
Il fusto è eretto, semplice (non ramoso), striato e pubescente (generalmente) oppure glabro.

### Foglie
Tutte le foglie sono semplici, grandi, dalla forma da lanceolata a ovale con apice acuminato, senza stipole. Il bordo della lamina è seghettato. Sulla superficie inferiore sono irsute sulle vene; su quella superiore sono quasi glabre. Dimensione delle foglie: larghezza 2 – 5 cm; lunghezza 5 – 12 cm.
- Foglie inferiori: le foglie inferiori sono picciolate, e hanno una lamina allargata rispetto a quelle superiori; inoltre sono subcordate e scompaiono alla fioritura.
- Foglie superiori: sono sessili e ristrette alla base (ma con lamina arrotondata) e lungo il fusto sono disposte in modo alterno.

### Infiorescenza
L'infiorescenza è composta da fiori eretti disposti in lunghi grappoli a forma di spiga. I fiori sono peduncolati (lunghezza del peduncolo : 1 – 2 cm) e sono nutanti (dotati di un movimento oscillatorio). Il racemo è foglioso: i fiori si trovano alle ascelle di foglie superiori non bratteali.

### Fiori

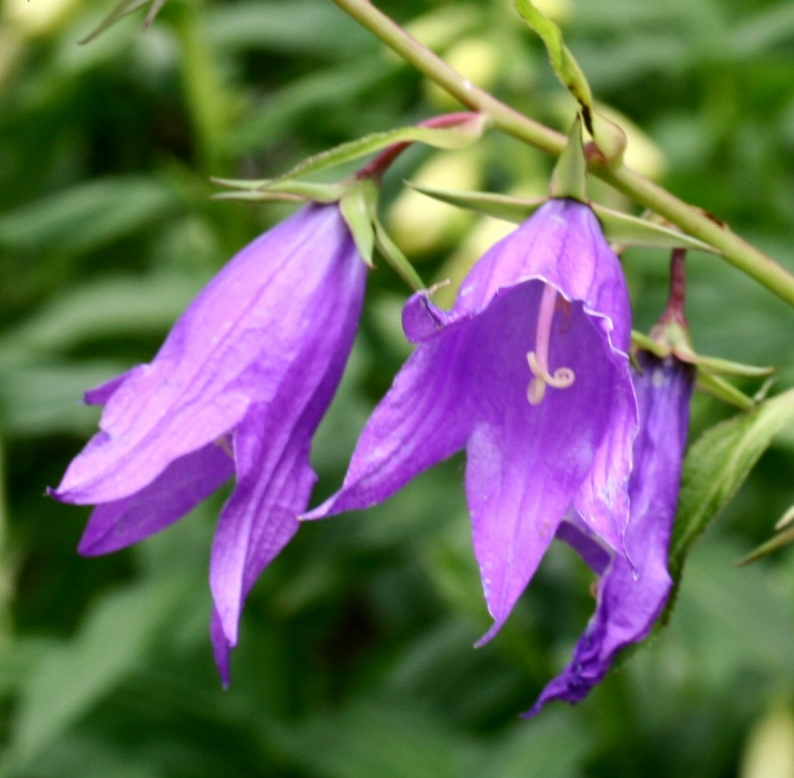
Il fiore

I fiori sono tetra-ciclici, ossia sono presenti 4 verticilli: calice – corolla – androceo – gineceo (in questo caso il perianzio è ben distinto tra calice e corolla) e pentameri (ogni verticillo ha 5 elementi). I fiori sono gamopetali, ermafroditi e attinomorfi. Dimensione dei fiori: 40 – 50 mm.
- Formula fiorale: per questa pianta viene indicata la seguente formula fiorale:

K (5), C (5), A (5), G (2-5), infero, capsula
- Calice: il calice ha 5 denti triangolari (e strettamente lanceolati) ed è piuttosto glabro. I denti non sono inoltre appressati alla corolla, ma quasi patenti. I bordi dei denti sono cigliati. Lunghezza dei denti del calice: 1 cm.
- Corolla: la corolla è a 5 divisioni e vistosamente campanulata; il colore è azzurro – violaceo (raramente in tonalità pallida o anche bianca). Dimensione della corolla: da 40 a 70 mm.
- Androceo: gli stami sono 5 con antere libere (ossia saldate solamente alla base) e filamenti sottili ma membranosi alla base. Il polline è 3-porato.
- Gineceo: lo stilo è unico con 3 stigmi. L'ovario è infero, 3-loculare con placentazione assile (centrale), formato da 3 carpelli (ovario sincarpico). Lo stilo possiede dei peli per raccogliere il polline.
- Fioritura: da giugno ad agosto.

### Frutti
I frutti sono delle capsule poricide 3-loculare, ossia deiscenti mediante pori laterali aprentesi inferiormente ai denti calicini; la capsula è pendula, e contenente molti semi. Lunghezza delle capsule: 1 cm.

## Riproduzione
- Impollinazione: l'impollinazione avviene tramite insetti (impollinazione entomogama), avviene quindi tramite api, farfalle (anche notturne). In queste piante è presente un particolare meccanismo a "pistone": le antere formano un tubo nel quale viene rilasciato il polline raccolto successivamente dai peli dallo stilo che nel frattempo si accresce e porta il polline verso l'esterno.[9]
- Riproduzione: la fecondazione avviene fondamentalmente tramite l'impollinazione dei fiori (vedi sopra).
- Dispersione: i semi cadendo a terra (dopo essere stati trasportati per alcuni metri dal vento, essendo molto minuti e leggeri – disseminazione anemocora) sono successivamente dispersi soprattutto da insetti tipo formiche (disseminazione mirmecoria).

## Distribuzione e habitat

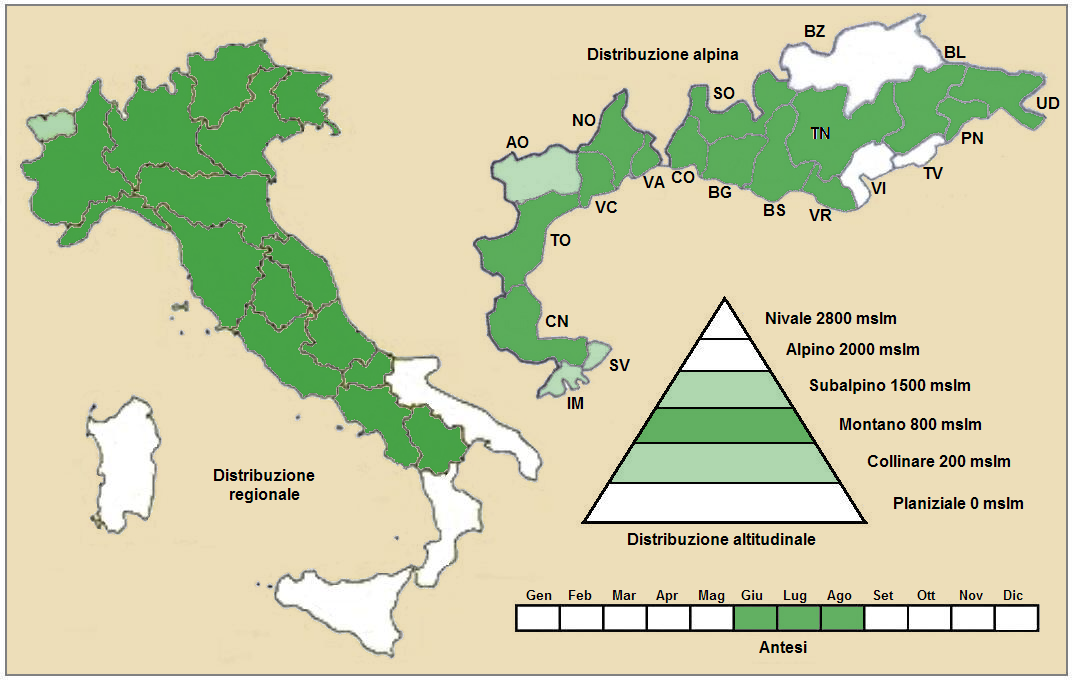
Distribuzione della pianta
(Distribuzione regionale – Distribuzione alpina)

- Geoelemento: il tipo corologico è definito come Europeo-Caucasico, oppure Eurasiatico: quindi l'area di origine è l'Europa compreso il Caucaso (e parte dell'Asia).
- Distribuzione: la specie è diffusa allo stato spontaneo in Europa, nel Caucaso e in Asia minore fino all'India e nell'America del Nord. In Italia viene considerata pianta rara e si trova sulle Alpi e Appennini, ma non nell'estremo sud e nelle isole. All'estero nelle Alpi si trova in Francia, Svizzera, Austria e Slovenia. Sugli altri rilievi europei collegati alle Alpi si trova nella Foresta Nera, Vosgi, Massiccio del Giura, Massiccio Centrale, Pirenei, Monti Balcani e Carpazi.[12]
- Habitat: si trova in luoghi a mezz'ombra, ma anche ombrosi come in boschi misti di latifoglie, megaforbieti e popolamenti a felci. Il substrato preferito è calcareo ma anche calcareo/siliceo con pH neutro, alti valori nutrizionali del terreno che deve essere umido.[12]
- Distribuzione altitudinale: da 500 a 1500 m s.l.m.; da un punto di vista altitudinale questa specie frequenta il piano vegetazionale montano, e parzialmente quello collinoso e quello subalpino

### Fitosociologia
Dal punto di vista fitosociologico Campanula latifolia appartiene alla seguente comunità vegetale:
Formazione: delle comunità forestali
Classe: Carpino-Fagetea
Ordine: Fagetalia sylvaticae
Alleanza: Tilio-Acerion

## Tassonomia
La famiglia di appartenenza della Campanula latifolia (Campanulaceae) è relativamente numerosa con 89 generi per oltre 2000 specie (sul territorio italiano si contano una dozzina di generi per un totale di circa 100 specie); comprende erbacee ma anche arbusti, distribuiti in tutto il mondo, ma soprattutto nelle zone temperate. Il genere di questa voce appartiene alla sottofamiglia Campanuloideae (una delle cinque sottofamiglie nella quale è stata suddivisa la famiglia Campanulaceae) comprendente circa 50 generi (Campanula è uno di questi). Il genere Campanula a sua volta comprende 449 specie (circa 50 nella flora italiana) a distribuzione soprattutto circumboreale ossia originate dai territori delle zone temperate dell'emisfero boreale (una ventina e forse più sono originarie dell'America del Nord). È comunque dalle regioni mediterranee che si pensa abbia avuto inizio la distribuzione, nel resto del mondo, di queste piante.

Il Sistema Cronquist assegna al genere Campanula la famiglia delle Campanulaceae e l'ordine delle Campanulales mentre la moderna classificazione APG la colloca nell'ordine delle Asterales (stessa famiglia). Sempre in base alla classificazione APG sono cambiati anche i livelli superiori (vedi tabella iniziale a destra).

Il numero cromosomico di C. latifolia è: 2n = 34.

### Sottospecie
Da questa specie si sono generate diverse varietà, tutte molto decorative per i suoi grandi fiori. Nella flora spontanea è riconosciuta la seguente sottospecie:
- Campanula latifolia subsp. megrelica (Manden. & Kuth.) Ogan., 1995

### Sinonimi
La specie Campanula latifolia, in altri testi, può essere chiamata con nomi diversi. L'elenco seguente indica alcuni tra i sinonimi più frequenti:
- Campanula brunonis Wall.
- Campanula eriocarpa M.Bieb., 1808
- Campanula latifolia var. canescens  Trautv.
- Campanula latifolia var. eriocarpa  (M.Bieb.) Fisch. ex A.DC.
- Campanula latifolia var. fimbriata  K.Koch
- Campanula latifolia var. intermedia  Trautv.
- Campanula latifolia var. leiocarpa  Trautv.
- Campanula latifolia var. macrantha  (Fisch. ex Hornem.) Sims
- Campanula latifolia f. alba  Voss
- Campanula latifolia f. macrantha  (Fisch. ex Hornem.) Voss
- Campanula macrantha Fisch.
- Campanula macrantha var. polyantha  Hook.
- Campanula megrelica Manden & Kuth.
- Campanula urticifolia  All.
- Drymocodon latifolium  (L.) Fourr.
- Trachelioides latifolia  (L.) Opiz

## Usi

### Farmacia
In riferimento alle proprietà curative, questa pianta e considerata emetica. 

### Cucina
Per scopi alimentari vengono usati i fiori, le foglie e le radici.

### Giardinaggio
Dai giardinieri è considerata una specie rustica in quanto resiste bene alla siccità.

## Altre notizie
La campanula a foglie larghe in altre lingue è chiamata nei seguenti modi:
- (DE)  Breitblättrige Glockenblume
- (FR)  Campanule à larges feuilles
- (EN)  Giant Bellflower

## Galleria d'immagini

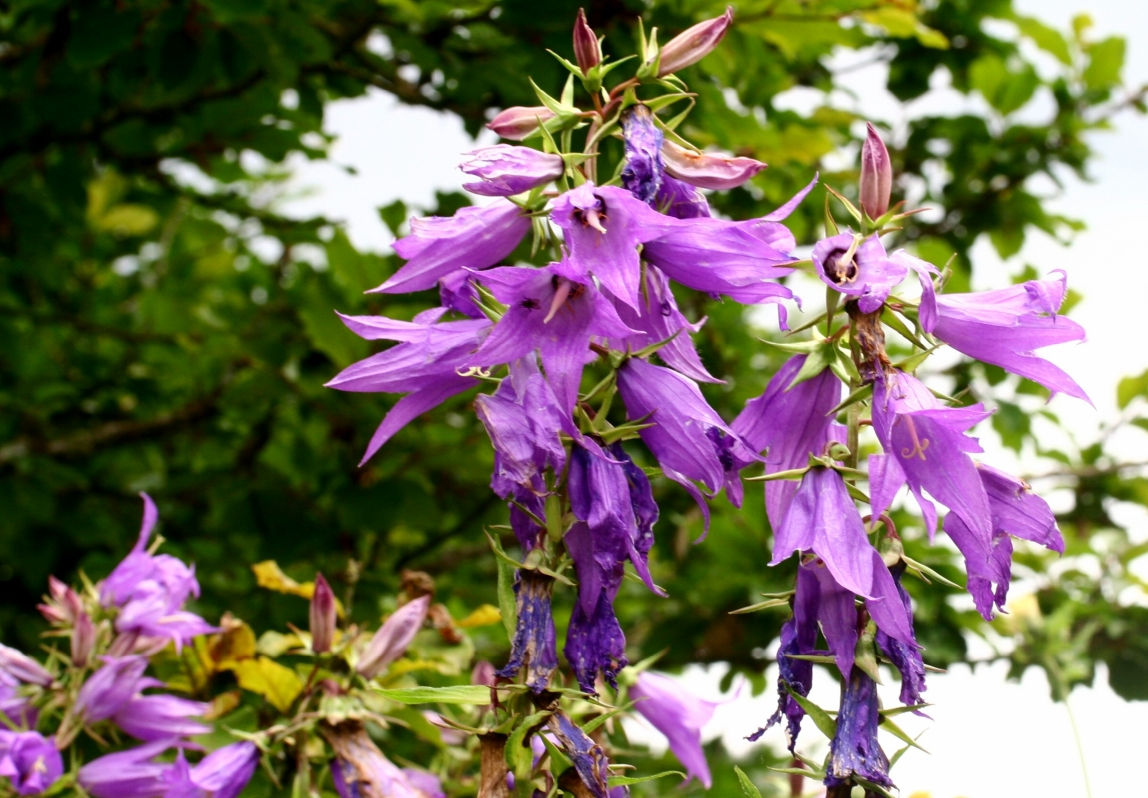
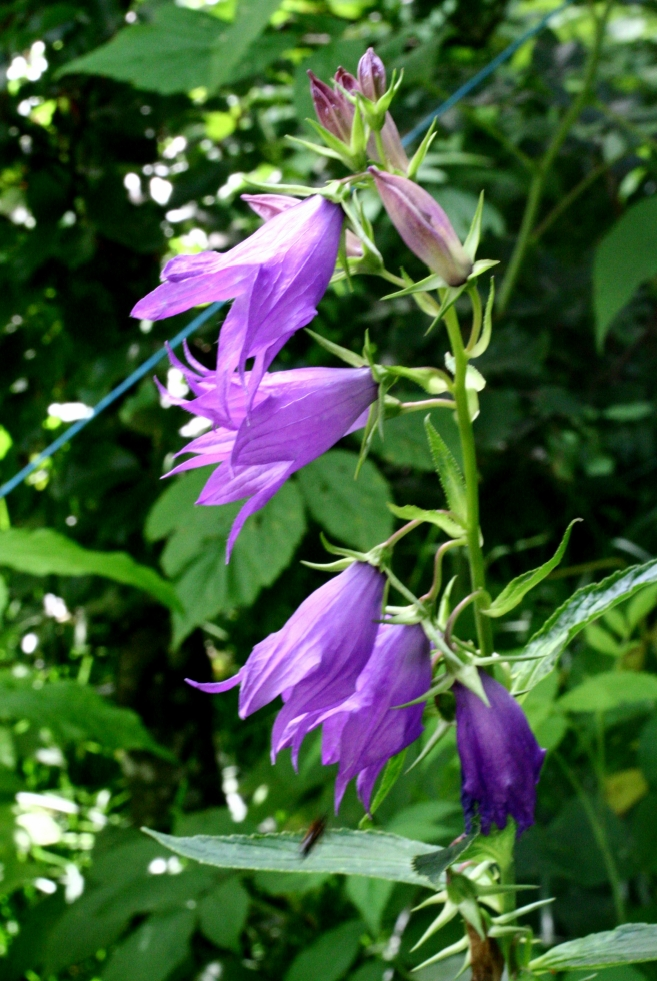
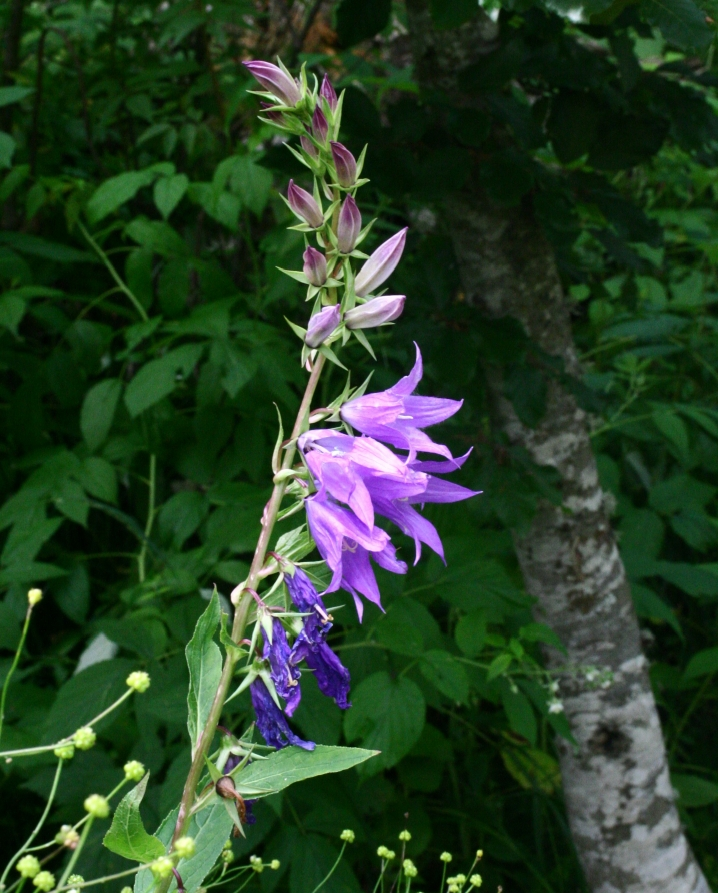
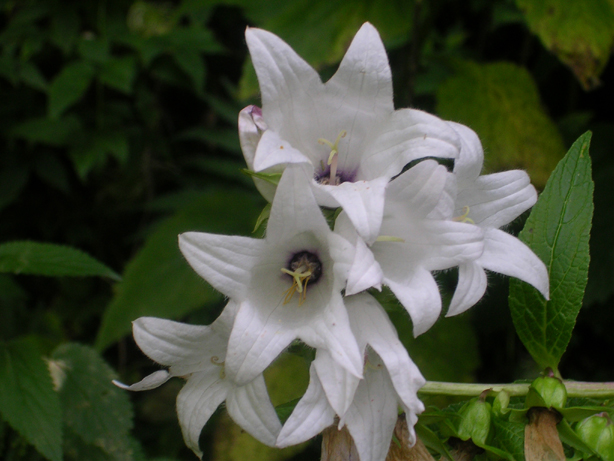
Fiori bianchi